# Limonia atnitta
Limonia atnitta är en tvåvingeart som beskrevs av Günther Theischinger 1994. Limonia atnitta ingår i släktet Limonia och familjen småharkrankar. Inga underarter finns listade i Catalogue of Life.